# Station Conlie
Station Conlie is een spoorweghalte in de Franse gemeente Conlie. Zij wordt bediend door treinen van het netwerk TER Pays de la Loire op de trajecten Le Mans - Rennes en Le Mans - Laval.